# Чехословацька армія

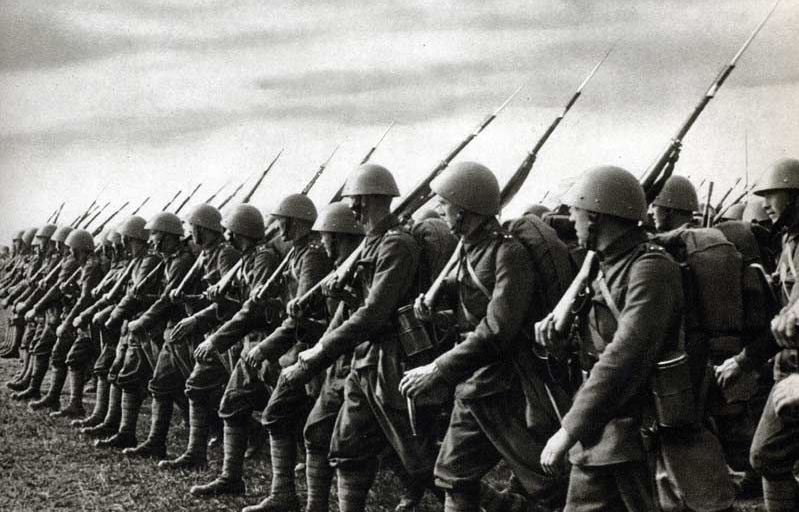
Чехословацька піхота, озброєна рушницями vz. 24

Чехословацька армія (чеськ. і словац. Československá armáda) — назва збройних сил Чехословаччини, заснованих 1918 року услід за проголошенням незалежності Чехословаччини від Австро-Угорщини.

## Історія
У перші місяці Першої світової війни чеські вояки та мирне населення реагували на війну та мобілізаційні зусилля з великим ентузіазмом, проте пізніше це переросло в апатію. Хоча армія новоствореної держави будувалася за зразком австро-угорського війська, вона також прийняла до лав колишніх бійців Чехословацького легіону, які під час цієї війни билися пліч-о-пліч з Антантою. Чехословацька армія взяла участь у короткій польсько-чехословацькій війні, в якій Чехословаччина відібрала у Польщі район Заолжя. У міжвоєнну добу військо було за тодішніми мірками досить сучасним, а ядро збройних сил складали танки LT vz. 38 і LT vz. 35, а також розгалужена система прикордонних укріплень. Мобілізована під час Мюнхенської конференції армія у зв'язку з міжнародною ізоляцією Чехословаччини не взяла участі в жодній організованій обороні країни від вторгнення німців.
Після захоплення Німеччиною Чехословаччини 1939 року військо розпустили. Під час Другої світової війни чехословацька армія була відтворена в еміграції, спочатку у вигляді нового Чесько-Словацького легіону, який воював спільно з Польщею під час вторгнення в Польщу, а потім у формі військ, лояльних до чехословацького уряду у вигнанні, що перебував у Лондоні.
Після війни чехословацькі підрозділи, які боролися вкупі з союзниками, повернулися в Чехословаччину і лягли в основу нової, відродженої чехословацької армії. Однак із захопленням Чехословаччини комуністами вона дедалі більше радянізувалася і 1954 року її було офіційно перейменовано на Чехословацьку народну армію. 1990 року після Оксамитової революції армія Чехословаччини повернулася до колишньої назви, але в 1993 році, після розпаду Чехословаччини, її розформували, розділивши на сучасну Армію Чеської Республіки та Збройні сили Словаччини. 